# Paul Rheinbay
Paul Rheinbay SAC (* 29. April 1959 in Boppard) ist ein deutscher Theologe.  

## Leben
Nach dem Abitur 1977 trat er in die Gemeinschaft der Pallottiner ein. Er studierte Theologie an der ordenseigenen Hochschule Vallendar. Nach 3 Jahren Arbeit als Seelsorger in Gemeinden absolvierte er ein Aufbaustudium der Kirchengeschichte in Rom, wo er die Promotion 1993 mit einer Arbeit über eine Bilderbibel aus dem 16. Jahrhundert erwarb. Seit 1990 hält er Vorlesungen an der Hochschule in Vallendar. Seit der Habilitation 1999 ist er Lehrstuhlinhaber für Kirchengeschichte. Er leitete von 2000 bis 2004 und April 2009 bis März 2017 als Rektor die Hochschule. Von 1996 bis 2000 und von 2004 bis 2008 war er stellvertretender Rektor.

## Publikationen (Auswahl)
- Biblische Bilder für den inneren Weg. Das Betrachtungsbuch des Ignatius-Gefährten Hieronymus Nadal (1507–1580) (= Deutsche Hochschulschriften, Band 1080). Hänsel-Hohenhausen, Egelsbach u. a. 1995, ISBN 3-8267-1080-0 (zugleich Dissertation, Gregoriana 1994).
- als Herausgeber: Gott zur Sprache bringen. 100 Jahre Philosophisch-Theologische Hochschule der Pallottiner in Deutschland (= Pallottinische Studien zu Kirche und Welt, Band 1). EOS-Verl., St. Ottilien 1997, ISBN 3-88096-568-4.
- als Herausgeber mit Manfred Probst: Kirche im Wandel. Pallottinische Optionen (= Pallottinische Studien zu Kirche und Welt, Band 2). EOS-Verl., St. Ottilien 1999, ISBN 3-88096-914-0.
- als Herausgeber mit Margit Eckholt: ... weil Gott sich an die Menschen verschenkt. Ordenstheologie im Spannungsfeld zwischen Gottesrede und Diakonie. Echter, Würzburg 2012, ISBN 978-3-429-03476-4.